# One Night Only (singel)
One Night Only – piosenka pochodząca z musicalu Dreamgirls wystawianego na Broadwayu w 1981. Autorem jej tekstu jest Tom Eyen, a muzyki Henry Krieger.
W musicalu "One Night Only" wykonywana jest dwukrotnie, w różnych wersjach – jako soulowa ballada przez Effie White oraz w wersji disco przez Deenę Jones & the Dreams – konkurujących w notowaniach oraz stacjach radiowych.
Dwie wersje "One Night Only" pojawiły się jako jeden utwór na oryginalnej ścieżce dźwiękowej Dreamgirls. Wykonywały go: Jennifer Holliday jako Effie oraz Sheryl Lee Ralph, Loretta Devine i Deborah Burrell jako Deena Jones & the Dreams. Cover "One Night Only" nagrali Elaine Paige i Sylvester James. Aktor Hugh Jackman wykonał piosenkę prowadząc galę Tony Award 2004, otoczony grupami reprezentującymi musicale Caroline, or Change, Lakier do włosów oraz Little Shop of Horrors.
Musical Dreamgirls doczekał się adaptacji w postaci filmu pod tym samym tytułem, wyreżyserowanym i napisanym przez Billa Condona w 2006 roku. W obrazie dwie wersje "One Night Only" wykonane zostały przez Jennifer Hudson jako Effie oraz Beyoncé Knowles, Anikę Noni Rose i Sharon Leal jako Deena Jones & the Dreams. Klubowy remiks "One Night Only" Deeny wydany został jako singel promujący ścieżkę dźwiękową filmu.
Sample utworu we własnej wersji "One Night Only" wykorzystał raper Lil Wayne. Grupa Breaksk8 zatańczyła do piosenki w ramach wyzwania dotyczącego Broadwayu w programie Najlepsi tancerze Ameryki.

## Pozycje na listach
"One Night Only" 6 września 2009 roku zadebiutował na 67. miejscu UK Singles Chart, co spowodowane było wykonaniem piosenki przez Rozell Phillips w programie telewizyjnym The X Factor.

## Lista utworów
Wydanie singla składa się z różnych wersji "One Night Only" z 2006 roku.
1. "One Night Only (Eric Kupper & Richie Jones Club Mix – Edit)"
2. "One Night Only (Eric Kupper & Richie Jones Club Mix)"
3. "One Night Only (Eric Kupper & Richie Jones Club Mix – Instrumental)"
4. "One Night Only" (wersja filmowa)
5. "One Night Only" (instrumentalna wersja filmowa)